# Leo Adriaenssen
Leonardus Franciscus Wilhelmus (Leo) Adriaenssen (Amsterdam, 21 juli 1945 – 20 april 2012) was een Nederlandse historicus.

## Loopbaan
Hij studeerde Nederlandse Taal- en Letterkunde aan de Universiteit van Amsterdam en werkte kort als docent Nederlands, filosofie, maatschappijleer en didactiek. In de jaren 70 werd hij aanhanger van de KENml (Kommunistiese Eenheidsbeweging Nederland), een extreemlinkse splinterpartij die ernaar streefde door middel van geheime 'cellen' te infiltreren in maatschappelijke organisaties, vakbonden en linkse politieke partijen. In dit kader wijdde hij zich vanaf 1979 als werkloze fulltime aan woningnood, discriminatie en vluchtelingen. In de jaren 80 maakte hij deel uit van de PVK, een kraakgroep uit de Amsterdamse Staatsliedenbuurt,  die ernaar streefde de kraakbeweging in marxistisch-leninistische zin te 'politiseren'. De groep trad met grof geweld op tegen activisten, krakers en woningzoekenden die  deze visie niet deelden en een anti-autoritair organisatiemodel voorstonden. Hij specialiseerde zich in het inwinnen van inlichtingen over politieke tegenstanders, die vervolgens het risico liepen te worden bedreigd en gemolesteerd. Adriaenssen publiceerde over racisme, vluchtelingenbeleid en historische onderwerpen, vooral genealogie. 

## Promotie
Leo Adriaenssen promoveerde op 26 oktober 2007 aan de Universiteit van Tilburg. Centraal in de promotie staat de wording van de Nederlandse staat in de 80-jarige oorlog. Dit ging in de 16e en 17e eeuw gepaard met oorlogsgeweld onder leiding van Willem van Oranje, Maurits van Nassau en de Staten-Generaal. Adriaenssen onderzocht in zijn proefschrift hoe de plattelandsbevolking in de Meierij van 's-Hertogenbosch dat geweld onderging. 
Hij concludeerde dat de Opstand niet alleen gezien kan worden als een glorieuze bevrijdingsstrijd, maar tevens als een misdadige oorlog.
De plattelandsbevolking van de Meierij van 's-Hertogenbosch werd tussen 1572 en 1629 geteisterd door veel oorlogsgeweld. Zij was geen partij in de oorlog, maar zat klem tussen de Republikeinse Staten, het koninkrijk Spanje en het bestuur van de stad 's-Hertogenbosch. 
Adriaenssen onderzocht welke fysieke, politieke, economische en andere middelen de bevolking hanteerde om het geweld te overleven tot aan de verovering van 's-Hertogenbosch door de Staatse troepen in 1629. Militair-technologische vernieuwingen, professionalisering, fiscalisering en bureaucratisering van de strijd betekenden dat de bevolking zich nauwelijks kon verweren tegen brandstichting en roof. De plattelandsbevolking kocht plunderingen en brandstichtingen door legers vaak af. Als de bevolking te arm was om te betalen was tijdelijk vluchten een allerlaatste optie. Als men gedwongen was om lang weg te blijven dan konden de boeren hun bedrijf meestal slechts ver onder de waarde verkopen. De bevolking organiseerde zich in plaatselijke weerkorpsen, de zogenoemde rotten. De oorlogsschulden leidden tot jaarlijkse betalingen van aflossingen en renten op geleende kapitalen die plaatselijk over de bevolking omgeslagen werden, waardoor ook dorpskassen opgericht werden. Deze hielpen volgens Adriaenssen een totale maatschappelijke ontwrichting voorkomen. 
Volgens Adriaenssen moest de bevolking van de Meierij de bevrijdingsoorlog tegen Spanje niettemin betalen met een demografisch verlies van bijna 70 procent. Volgens Adriaenssen was er sprake van een uithongeringspolitiek, waarbij Staatse troepen stelselmatig oogsten verwoestten, landerijen onder water zetten en dorpen verbrandden. Willem van Oranje was een van de initiatiefnemers van dit beleid en zijn zoons Maurits en Frederik Hendrik van Oranje waren als bevelhebbers mede verantwoordelijk. Gezien de mate van geweld waaraan de bevolking werd blootgesteld en omdat de plattelandsbevolking van de Meierij in tegenstelling tot bijvoorbeeld de Hollandse kooplieden weinig belangen had bij de nieuwe staat, was de Tachtigjarige-Oorlog volgens Adriaenssen niet te rechtvaardigen. Collega-historici hebben erop gewezen dat het demografisch verlies niet in alle plaatsen even groot was, en dat de terugval van de bevolking ook in belangrijke mate aan een soms tijdelijke vlucht van een deel van de bevolking toegeschreven kan worden. 
De opvattingen van Adriaenssen hebben geleid tot discussie in de media over het beeld van Willem van Oranje als 'vader des vaderlands'. In een interview in de Telegraaf zei Adriaenssen hierover: "Het heldhaftige beeld van de bevrijdingsstrijd dat nu bestaat, is absoluut niet representatief. Willem van Oranje maakte zich met zijn tactiek van de verschroeide aarde schuldig aan oorlogsmisdaden tegen zijn eigen bevolking." In het VPRO-radioprogramma OVT verklaarde hij dat Willem van Oranje een grotere oorlogsmisdadiger was dan Stalin.